# Carlos Rodríguez (Fußballspieler, 1997)
Carlos Alberto Rodríguez Gómez (* 3. Januar 1997 in San Nicolás de los Garza), auch bekannt als Charly Rodríguez, ist ein mexikanischer Fußballspieler, der aktuell beim Erstligisten CD Cruz Azul unter Vertrag steht. Der Mittelfeldspieler ist seit März 2019 mexikanischer Nationalspieler.

## Karriere

### Verein
Rodríguez stammt aus der Nachwuchsabteilung des CF Monterrey, der er im Alter von 12 Jahren beitrat. Ohne bei den Rayados je einen Profieinsatz absolviert zu haben, wurde er für die Saison 2017/18 zusammen mit seinem Teamkollegen Obed Esaú an den spanischen Drittligisten CD Toledo ausgeliehen. Dort debütierte er am 1. Oktober (7. Spieltag) beim 1:0-Heimsieg gegen Atlético Madrid B, als er in der Schlussphase für Álvaro Antón eingewechselt wurde. Einen Monat später (12. Spieltag) traf er bei der 3:4-Heimniederlage gegen den CF  Fuenlabrada erstmals für seinen Leihverein. Bald etablierte er sich als Stammspieler und verpasste kein einziges Ligaspiel mehr. Die Spielzeit und seine Leihe beendete er mit drei Toren in 30 Ligaspielen.
Bei Monterrey wartete er bis zum 21. Oktober 2018 (13. Spieltag der Clausura) auf sein Debüt, als er beim 2:1-Heimsieg gegen Deportivo Toluca startete. Nachdem er in der verbleibenden Apertura 2018 auf sieben weitere Einsätze gekommen war, war er in der darauffolgenden Clausura 2019 von Beginn an im Mittelfeld gesetzt. Am 16. Februar 2019 (7. Spieltag der Clausura) markierte er seinen ersten Treffer im Profibereich, als er seine Mannschaft in der 91. Spielminute zum 3:2-Auswärtssieg gegen Monarcas Morelia schoss. Mit Monterrey gewann er im Mai 2019 die CONCACAF Champions League 2019 und wurde als wichtiger Bestandteil der Siegermannschaft ins Team des Turniers gewählt. Mit Monterrey gewann er im Herbst 2019 die Apertura. In dieser kam er in 23 Spielen zum Einsatz, in denen er ein Tor erzielte und ein weiteres vorbereitete. In der aufgrund der COVID-19-Pandemie verkürzten Clausura 2020 absolvierte er neun Spiele, in denen ihm eine Vorlage gelang.

### Nationalmannschaft
Am 23. März 2019 debütierte Carlos Rodríguez in der mexikanischen Nationalmannschaft, als er beim 3:1-Sieg im freundschaftlichen Testspiel gegen Chile von Beginn startete und erst in der 90. Spielminute durch Miguel Layún ersetzt wurde. Nach seinem Debüt wurde er vom Trainer Tata Martino für seine Spielweise gelobt, die ihn laut ihm wie einen erfahrenen 30-jährigen Spieler aussehen ließ.
Von Martino wurde er Anfang Juni in den Kader Mexikos für den CONCACAF Gold Cup 2019 nominiert. Er kam in allen sechs Spielen des Turniers zum Einsatz. Beim 1:0-Finalsieg gegen die USA wurde er in der Schlussphase für Rodolfo Pizarro eingewechselt.

## Erfolge
Nationalmannschaft
- CONCACAF Gold Cup: 2019

CF Monterrey
- Liga MX: Apertura 2019
- Copa México: 2019/20
- CONCACAF Champions League: 2019

Auszeichnungen
- CONCACAF Champions League Team des Turniers: 2019